# 直太朗
『直太朗』(なおたろう)は、森山直太朗が直太朗名義で2001年3月7日に発表した、実質的なデビューミニ・アルバム。
発売元は、インディーズレーベル、力塾。

## 解説
森山がまだオールナイトニッポンなどで活躍、森山姓を封印していた時期に発売されたインディーズ・アルバム。
発売当初はラジオリスナー以外はそれほど話題にならず、特にチャート記録なども残っていない。
インディーズ盤だが、2006年現在でも生産はされている。
『さくら（独唱）』でブレイク後は比較的大手レコード店で入手できるようになったが地方では未だ置いていない店も多い。
AmazonやHMVのようなネットショップであれば問題なく入手可能。

## 収録曲
全曲 作詞・作曲: 直太朗
1. ソフィー
2. 時の行方 
 メジャーデビュー後に『時の行方 〜序・春の空〜』としてリメイクされる楽曲の原曲。
3. あの街が見える丘で 
 比較的バラードの多い直太朗の作品では珍しいアップテンポな楽曲。後にベストアルバムの初回盤に付属する『雲盤』でリアレンジされ収録される。
4. ポロシャツ
5. 高校3年生 
 NHKの「みんなのうた」で2001年2月にOAされた楽曲[2]。森山良子の息子であることから人前で歌うことをしなかった直太朗が初めて作った曲。母親に提供するつもりで録音したデモ・テープを目に付く場所に置いておいたところ、それを聴いた母親から「これはあなたが歌いなさい」と言われ、本格的に音楽の道に進むことを決意したという。ベスト・アルバムの『空盤』にリミックスヴァージョンが収録。
6. 少年 （Studio Live Version）